# Hero (película de 1992)
Hero (Héroe accidental en Argentina y Héroe por accidente en España) es una película cómica-dramática dirigida por Stephen Frears y protagonizada por Dustin Hoffman, Geena Davis, Andy García, Chevy Chase y Joan Cusack. Fue estrenada en los Estados Unidos el 20 de octubre de 1992.

## Sinopsis
Un avión de pasajeros realiza un aterrizaje de emergencia ante los ojos de Bernie Laplante (Dustin Hoffman). Aunque a él todo le es indiferente, entra en el avión y salva a muchos pasajeros, perdiendo un zapato en el proceso. Después desaparece, pues está metido en muchos líos judiciales. Al estropeársele el coche es recogido por John Bubber (Andy García), a quien le cuenta lo sucedido y le dice que no quiere ser un héroe, ya que su filosofía es "volar bajo el radar". Como el zapato que le queda es inútil sin el perdido, se lo deja para que se lo dé a un conocido indigente a quien le falta una pierna.
Una cadena de televisión, a través de la periodista Gale Gayley (Geena Davis), comienza a buscar al héroe que salvó vidas y ofrece una recompensa de un millón de dólares. Cuál es el estupor de Bernie cuando, desde la cárcel donde está debido a traficar con tarjetas de crédito robadas, ve en la televisión a Bubber haciéndose pasar por el héroe y cobrando el importante premio en dinero, pues la cadena, al ver que tenía el zapato, lo toma como prueba de que este era el héroe.

## Reparto
- Dustin Hoffman ... Bernie Laplante
- Andy García ... John Bubber
- Geena Davis ... Gale Gayley
- Chevy Chase...Nick Director del canal 4 [3]